# フルミント
フルミント（Furmint）はトカイ丘陵ワイン生産地域で栽培され、最もよく知られる白のハンガリーワイン用ブドウ品種で、単一品種製ドライワインの生産に使われ、トカイのデザートワインの主要なブドウとして知られている。ハンガリーの小さなワイン生産地域であるショムローイでもまた栽培されている。フルミントはスロバキアのワイン生産地域のトカイでも (トカイのワイン生産地域はハンガリーとスロバキアにまたがっており、両国ともにワイン生産地域として指定されている)、同じような役割を担っている。オーストリアでも栽培されており、"モスラー"と呼ばれている。スロベニアではより小規模な栽培が見られ、"シポン"として知られている。クロアチアでもまた栽培が行われており、"モスラヴァッツ"として知られている。この他、ルーマニアや旧ソ連の構成共和国でも栽培が見られる。フルミントは晩生品種である。辛口のドライワインの生産に供するため、収穫は通常9月から始められるが、貴腐ワイン用の特別な収穫は10月後半かそれ以降から開始され、しばしば灰色カビ病に感染する (いわゆる"貴腐")。
フルミントという名称はそのワイン製品の液色が小麦の金色に例えられる事から、フランス語の小麦を表す単語"froment"から取られている可能性が高い。13世紀のベーラ4世の治世の間にハンガリーに持ち込まれた可能性があるが、アンペルグラファー (ブドウ品種学者)らはこの地域に固有の品種であると信じている。

## 歴史
フルミントは遅くとも16世紀後半にはハンガリー北東部のトカイ地域で栽培されており、その裏付けとして1571年5月15日の日付でトカイのHétszőlő葡萄園で栽培された事が書かれた文書が存在する。1611年、トカイの約20km (12マイル)北に位置するエルドベニヤの町に近いツェンプリン山地のギャピュー渓谷でも栽培されていたことが記されている。
他の多くのワイン用ブドウが伝統的なトカイのデザートワインの生産に使用されてきたが、フルミントワインの使用は1796年にハンガリーの政治家ヤノス・ドゥレクセニィがフルミントを"本物のトカイ・アスーのブドウ"と述べ、少なくとも18世紀中に確立された。

### 起源

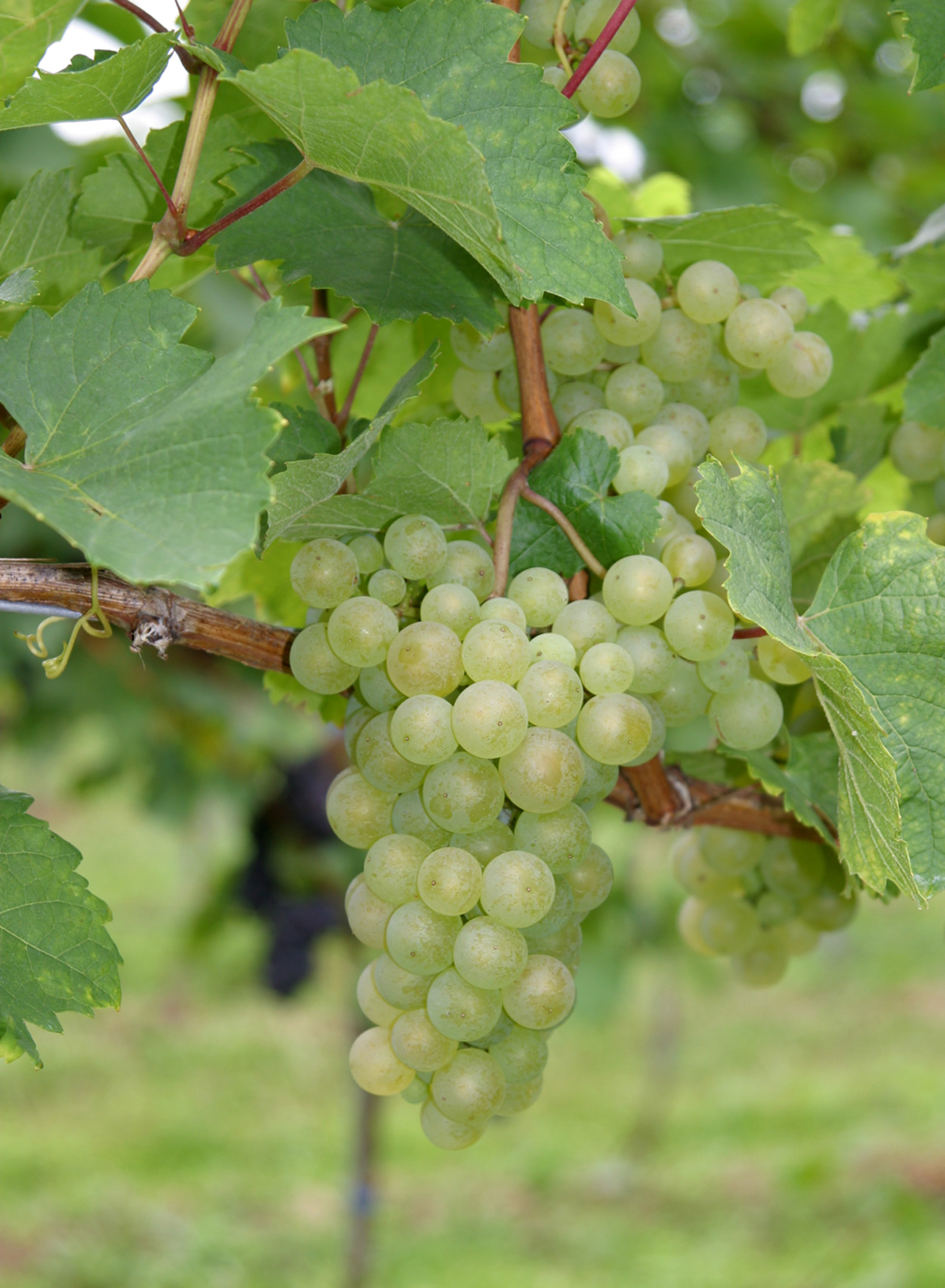
グーエ・ブラン (フルミントの親品種の一つである可能性が高い)

21世紀初頭、DNA分析がフルミントとハンガリーのブドウ "グーエ・ブラン"の間に親と子孫の関係が存在することを確認した。グーエ・ブランは、中世初期から文書に記載されており、リースリング、シャルドネ、エルプリング、ガメなどのいくつかのブドウ品種の親として確定されているが、アンペルグラファーらは他の証明方法によることなく、フルミントがグーエ・ブランの子孫であると考えている。
DNA分析はまた、ハンガリーのワイン用ブドウのハールシュレヴェリューとスイスのワイン用ブドウのプランツシェアーとの間には親子関係が存在するが、フルミントとグーエ・ブランの第2の親ではないことを支持しているが、アンペルグラファーらはフルミントが両ブドウ品種の親の1つである可能性が高いと考えている。
ピノ・ノワール、サンジョヴェーゼ、その他多くのブドウ品種と同様に、フルミントはピロス・フルミント (Piros Furmint)と呼ばれるピンク色の皮の色調変異を含む数々のクローン品種を世に送り出している。ほぼすべてのクローンがトカイ生産地域内でほぼ独占的に発見されているため、アンペルグラファーらは、フルミントがハンガリーのこの地域に由来する可能性が高いと考えている。

### その他の説

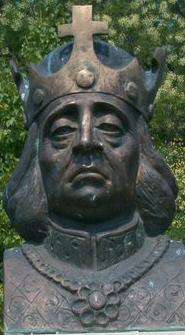
フルミントはベーラ４世 (写真)の治世中にハンガリーに持ち込まれたかもしれない

フルミントの起源に関する他の説として、中世にオーストリア＝ハンガリー帝国の領域に持ち込まれた説がある。マスターオブワインでもあるジャンシス・ロビンソンが記した"ベーラ4世王"によると、フルミントはベーラ4世の治世中の13世紀にハンガリーに持ち込まれた可能性がある。モンゴル帝国によるハンガリー侵略がもたらした破壊の後、ベラは荒廃したブドウ畑を急速に復興させる必要があると考えた。王は、ブドウ栽培とワイン製造に精通した人々の大量移民を奨励するいくつかの政策を制定した。ベラの呼びかけに耳を傾けた移民の多くが新しいブドウ品種をもたらし、その一つがフルミントであった。
もう一つの説は、ハンガリーのイシュトヴァーン2世の治世中にはイタリアの宣教師によって早くも導入されていたとする説である。この説は、フランスのアンペルグラファーのピエール・ガレが指摘しているように、フルミントがアッピア街道沿いに位置するラツィオの都市フォルミアに由来し、フォルミアのラテン語名である"Formianum (フォルミアナム)"が訛ったものであると考えることが出来る。後のイタリアからの伝播は、1754年 (主な戦闘は1756年から)から1763年の間に勃発した7年戦争で戦ったフリウリ＝ヴェネツィア・ジュリアのコッリョ・ゴリツィアーノ地域から来た一兵士によると認められている。この兵士は彼の小麦色の焼けた肌と赤い金髪のひげという外見のために"小麦"を意味するイタリア語の"fromento (フロメント)"に由来して"Forment (フォーメント)"とあだ名され、女帝と称されたマリア・テレジアによってFormentin伯爵の称号が与えられた。この伝説によれば、伯爵は感謝の気持ちとして彼の故郷のブドウを女帝に送り、それらがトカイに栽培されたと言われている。
しかしながら、アンペルグラファーらはしばしばこれらのイタリア起源説を退けている。なぜなら、フルミントが7年戦争の前には既にハンガリーで栽培されていたことを示す文書の存在に加えて、DNAの証明がフルミントとイタリアのブドウ品種とを (兄弟として、もしくは恐らく自然交配による親として)繋げていないからであり、フルミントがイタリア起源であるとは見られていない。
フルミントの起源に関する他の説は、サヴォワのワイン用ブドウであるアルテスと似通っている点に注目し、フルミントがビザンチウムに由来している可能性があると推測しており、伝説によれば、アルテスは1367年にサヴォワ伯爵アメデーオ6世によってサヴォイア十字軍の遠征の際に持ち帰られたと言われている。また、セルビアのスレム地方も、フルミントの潜在的な発祥の地の一つとして挙げられている。

## ブドウ栽培

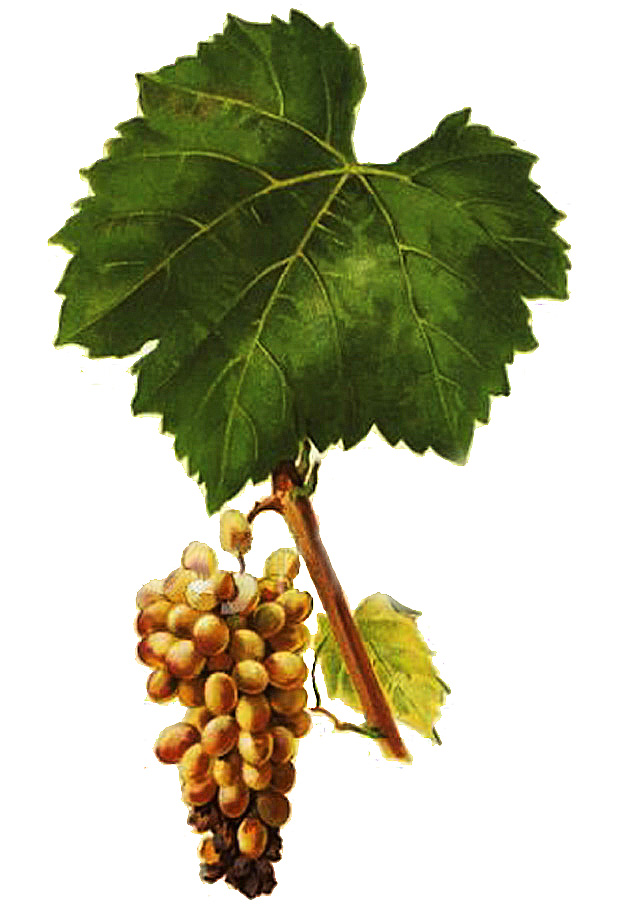
フルミントのブドウの房と葉 (アンペルグラフテキスト "Viala et Vermorel's" (1901-1910)より)

フルミントは熟成の遅い晩生ブドウ品種ということもあり、成長期の早い時期に芽が出て春の霜の影響を受けやすい傾向がある。果実のバラバラとした房と厚い皮は、フルメントを貴腐化されたデザートワインの製造に理想的なものであるが、栽培する上でのハザードであるウドンコ病に感染する危険性がある。フルミントは、灌漑資源が限られた地域でもブドウを栽培することを可能にするような、干ばつ条件に対する高い耐性を有している。
ハンガリーでは、いくつかのクローンで高度な遺伝的多様性が示されており、ブドウの色の突然変異はトカイ地域で広く伝播している。フェア (Féher)(白)、ホリアゴス (Holyagos)およびマダルカス (Madárkás)のクローンを含むこれらのクローンのいくつかは、第二次世界大戦前によく知られ、生産されていた。ワイン生産に使用されるフルミントの他の一般的なクローンには、果実の締まりがないラザフュートゥ (Lazafürtű)およびヴァルトゾ (Változo)(変異種)のクローンや、ピンクの果皮の変異体であるピノ・フルミント (Piros Furmint)などがある。アンペルグラファーらは、ハンガリーのトカイ地方でのみ独占的に見られるフルミントの非常に多くのクローンの増加は、このブドウが他の地域から導入されたのではなく、この地域に由来する可能性が高いという強い指標であると指摘している。

## 他のブドウとの関係

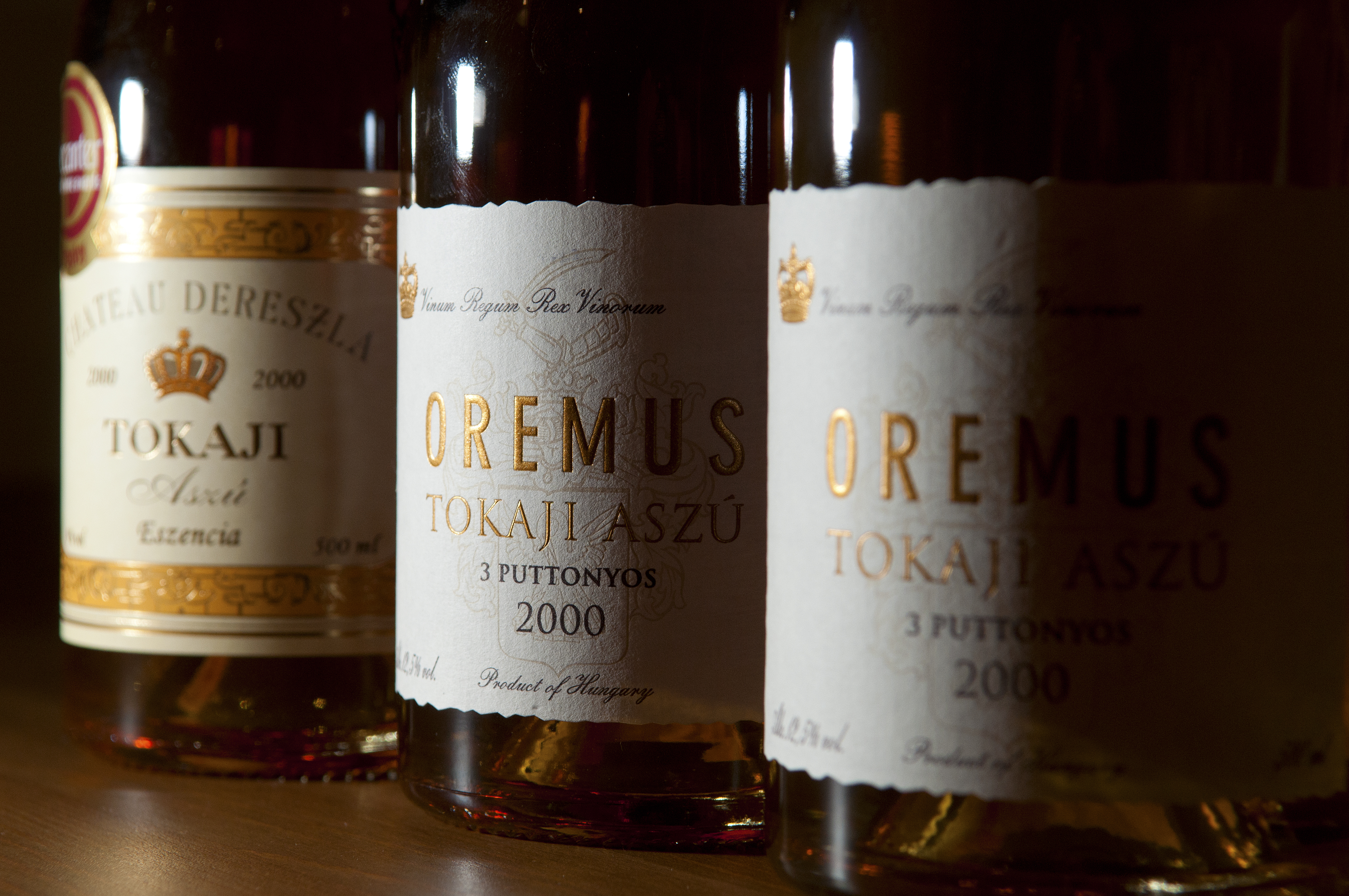
ハンガリーのワイン用ブドウ品種のゼータ (ブドウ) (オレムスとも呼ばれる)はフルミントとブヴィエの交配種で、フルミントと同様にトカイの製品によく用いられる

ザグレブ大学で行われたDNA型鑑定では、フルミントがグーエ・ブランと親子関係を持つ可能性が高いと示されている。その他の同様の研究でグーエ・ブランが他の多くの品種の親であることが示されており、フルミントと片親が異なる兄弟関係にあるブドウは80品種にも上る。フルミントはまた、クロアチアの白品種モスラーヴァッツと同じブドウであることが確認されている。
現在のところ、フルミントの自然交配の相手がトカイワインのブドウであるハールシュレヴェリューもしくはスイスワインのブドウであるプランツシェアーのただ2つであると知られている (あるいは疑われている）。1937年、フルミントはクロアチアのワイン用ブドウであるマルヴァジア・イストリアーナと交わり、ベガ (ブドウ)を作り出した。また、フルミントはイタリアのワイン用ブドウであるブッサネッロ (とリースリング・イタリコ)、ファビアーノ (とトレッビアーノ)、ハンガリーのブドウ、オレムス/ゼータ (とブヴィエ）の製造にも使用されている。

### 他品種との混同
フルミントは、他のいくつかのヨーロッパの葡萄品種と広範な別名を共有している。例えば、かつてトカイ・フリウラーノの別名として知られていたソーヴィニヨン・ヴェールは、恐らくトカイのワイン生産に使用されたことはない。物事をさらに混乱させているのは、フルミントはソーヴィニヨンといくつかの別名を共有するだけでなく、ソーヴィニヨン・ヴェール自体はフルミントの"緑果"亜種の別名でもある。これは、いくつかの白ブドウの系統間の物理的な類似点と相まって、異なるワイン、特に東ヨーロッパの開発途上国でのワインの識別を困難にしている。
フルミントはサヴォワのワイン用ブドウのアルテスと形態学的に類似しており、歴史的にフランスのワイン用ブドウ品種と混同されている。ハンガリーでは、フルミントはケークニェルーと混同されることがあるが、クロアチアのコルチュラ島では、ポシップと混同されている。ルーマニアのワイン用ブドウのグラサ・デ・コトナリとボスニアのワインブドウジラフカもまた、フルミントといくつかの別名を共有しており、それ故にしばしば混同されている。

## ワイン生産地域

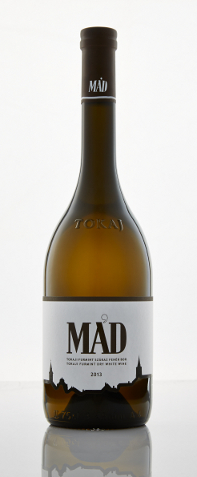
村レベルのフルミント製品

2006年、ハンガリーのフルミント栽培は4,006ha (9,900エーカー)あり、そのうち97％以上がトカイ丘陵生産地域にある。残りの栽培はハンガリー西部のトカイのショムローイ地区で、しばしばハールシュレヴェリューとシャルガ・ムシュコタイとブレンドされ、トカイの貴腐デザートワインを生産している。ボルショド・アバウーイ・ゼンプレーン県のマード、ターリャ、ラートカ、トルチヴァの村落周辺では、良質なドライワイン生産の長い歴史がある。2000年に'Úrágya'の単一農園栽培の選択がIstván Szepsyによって導入された時、フルミントのドライワインは世界のワイン愛好家や専門家の注目を集めた。このワインは、以前のブルゴーニュやモーゼル (ワイン産地)のような歴史ある生産地域の最高級のワインでしか味わえなかったような、豊富なミネラル、複雑さ、骨格を表現した。熟成に関する可能性も有望であった。2003年にはマード村の多くの生産者が単一農園栽培されたフルミントのドライワインを生産し、大きな成功を収めた。約1200ヘクタールのマード村は高品質なコミューンレベルのフルミントのドライワインを相当量生産する機会を得ることが出来、この地域のユニークな火山性地形を表現することが出来た。

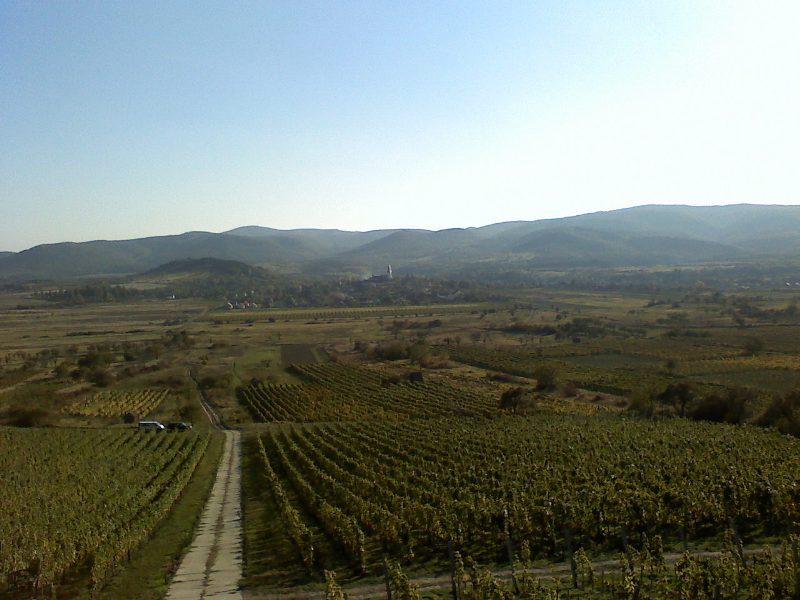
フルミントが最も広く栽培されているトカイ丘陵生産地域のブドウ農園

### ハンガリー以外
ハンガリー以外では、生産者らが独自のトカイワインを作ろうとしているクリミア周辺で栽培されている。同様の理由から、南アフリカのスワートランド地域で小規模な植え付けが行われている。オーストリアでは最も一般的にブルゲンラント州 (サップフナーと呼ばれる)とシュタイアーマルク州 (モスラーと呼ばれる)に見られる。
ブルゲンラント州 (現オーストリア)で、フルミントは歴史的に甘いデザートワインであるアバランシュの生産に関連していた。ブルゲンラント州では徐々にこのブドウの恩恵を受けなくなったが、21世紀にはいくつかのアバランシュのワインメーカー（特にルスト周辺）でフルミントの潜在能力が見直されている。2010年には、オーストリアで栽培されているフルミントの9ha (22エーカー)が、ほとんどルスト周辺にあった。
ハンガリー国境を越えて、スロバキアのフルミントは、トレビショフ郡のいくつかの町、バラ、チェーホフ、チェルノホフ、マラトルニャ、スロベンスケノヴェーメスト、ベルカトルニャおよびビニチュキを含むトカイ地域の甘口ワインの生産に最も一般的に使用されている。。
スロベニアでは、2009年で694ha (1,710エーカー)の栽培があり、シポンとして知られており、主にシュタイエルスカ地方のドラヴァ川に沿っている。ここでは、トカイワインに似たスタイルで、ドライワインとスイートワインの両方で、単一品種ワインとして製造されている。フルミントはクロアチアでもシポン（モスラヴァッツとも呼ばれる）として知られている。ここでは、2008年で422ha (1,040エーカー)の栽培があり、ほとんどの場合、ドライスタイルのワインを作るために使用されている。モスラヴィナ地方のザグレブ郡では、クロアチアのワイン生産者もフルミントを使ったスパークリングワイン生産の実験を行っているが、しばしばシャルドネとピノ・ブランとブレンドされている。

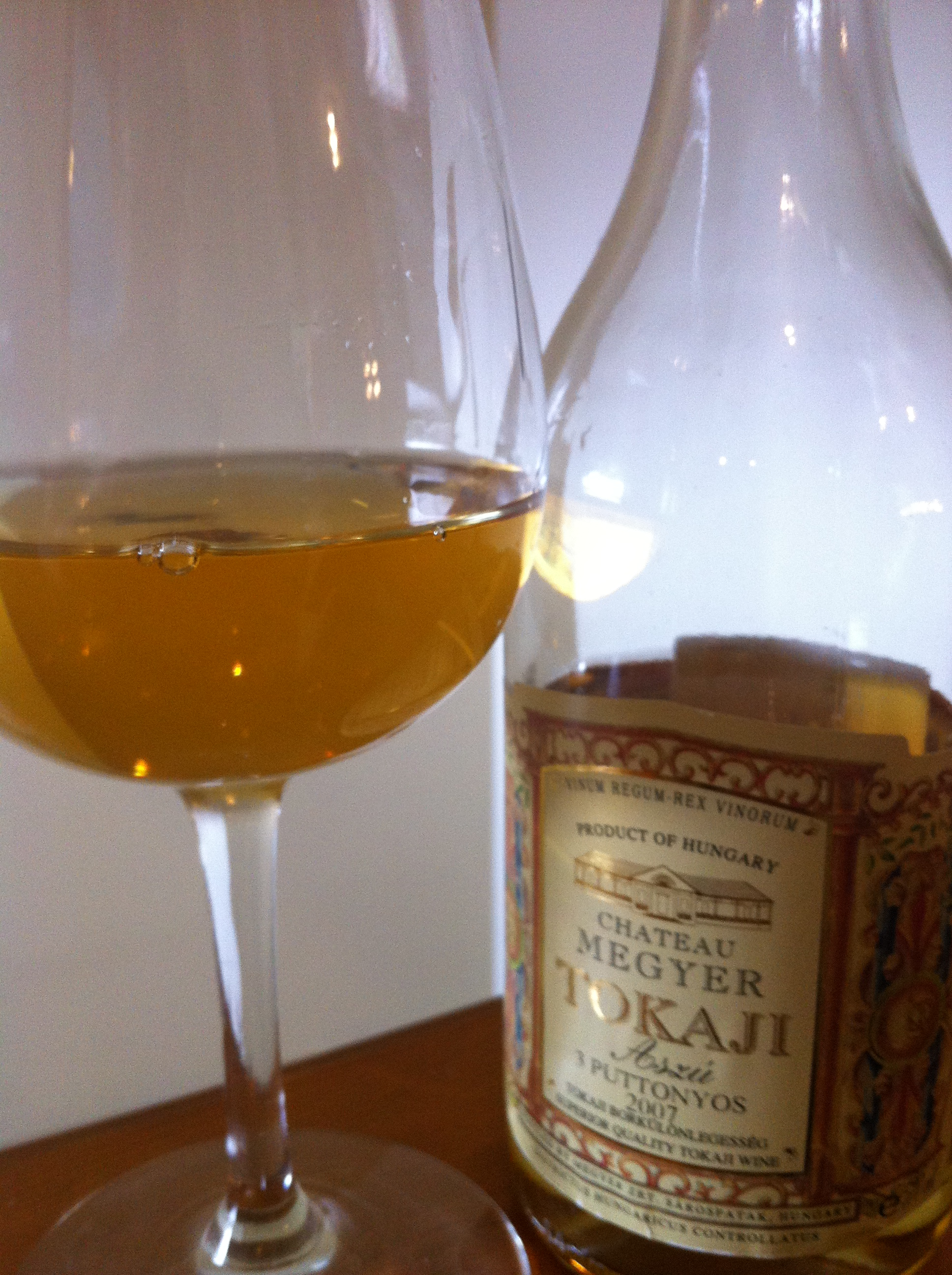
フルミントはトカイワインの主要な原材料として広く知られている

アメリカでは、カリフォルニア州ソノマ郡のロシアンリバー渓谷AVAのカリフォルニアワイン生産地域で、フルミントが数箇所バラバラに栽培されている。

## ワインの様式
フルミントは、ボーンドライから貴腐によって痛んだ非常に甘いワインまで、様々なスタイルで製造することが出来る。ジュース中のフェノール化合物に由来する複雑な風味と、果皮との短期の接触によって、自然に高レベルの酸度を有するワインを生産する可能性を秘めている。フルミントワインのうち、特に貴腐デザートワインは、1世紀以上にわたって継続している好調なヴィンテージから作られるいくつかの優れた模範品で、優れた熟成をする可能性が非常に高い。ワイン専門家であるオズクラーク (Oz Clarke)がほとんど "不滅"であると述べたこれらのワインは、トカイアスースタイルのワインであり、フルミントの収穫の上位10-15%で作られている。この可能性は、熟成プロセス中に防腐剤として作用するワイン中の酸度と高レベルの糖のバランスに由来する。
フルミントのドライスタイルは、燻製、梨、ライム様の香りが特徴である。 デザート様式のワインは、マジパン、ブラッドオレンジ、アプリコット、大麦糖の香りを作り出す。フルミントのこれらデザートスタイルの熟成は、タバコ、紅茶、シナモン、さらにはチョコレートのようなスモーキーでスパイシーな香りがしばしば発達する。

## 別名

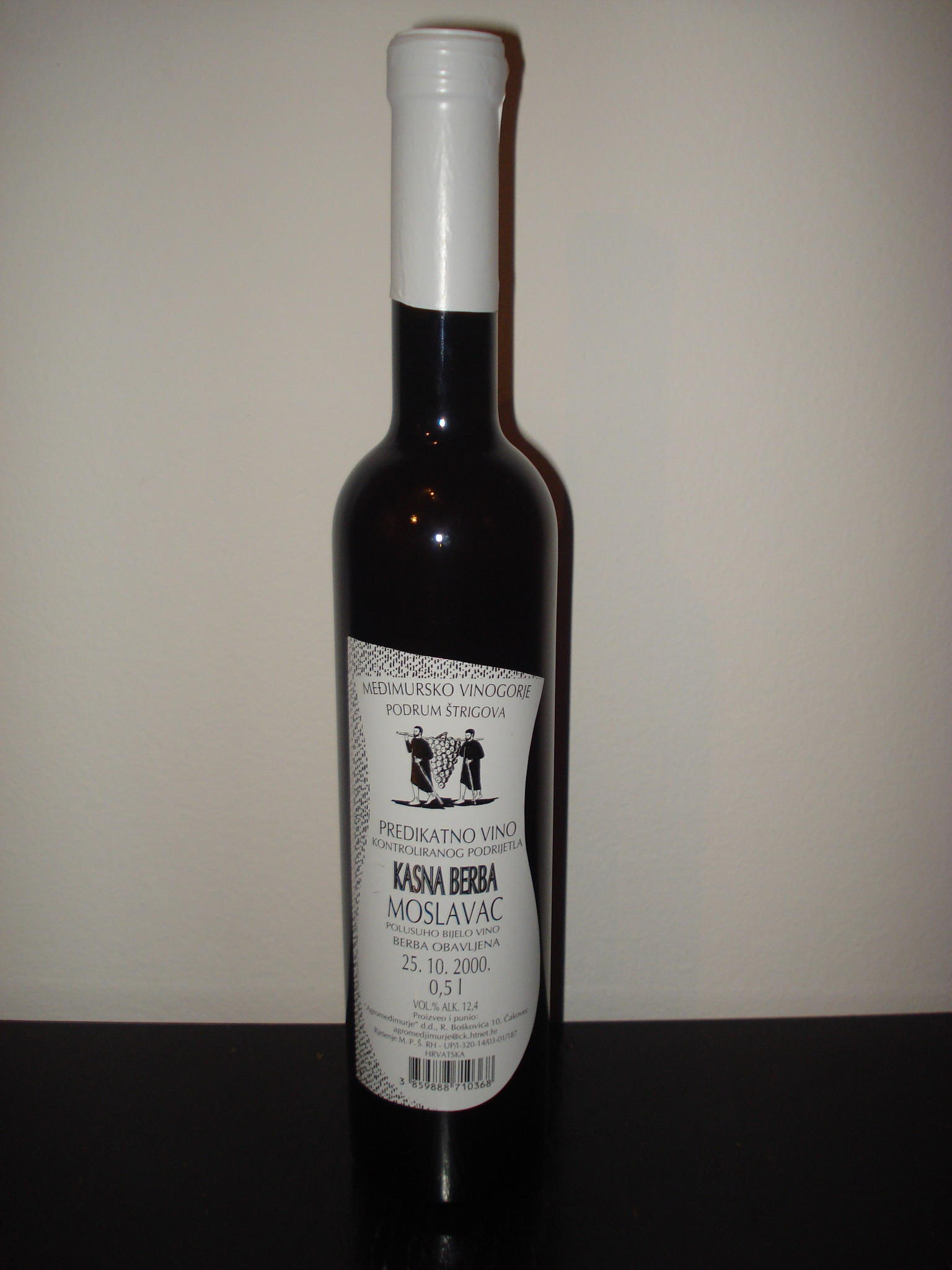
クロアチア北部、メジムリェ郡の晩生"高品質"ワイン、モスラヴァッツの瓶

永年にわたり、フルミントは以下に示す別名で呼ばれてきた。
Allgemeiner, Alte Sestrebe, Arany Furmint, Beregi Furmint, Bieli Moslavac, Biharboros, Bihari Boros, Budai Goher, Cimigera, Csapfner, Csillagviraga Furmint, Damzemy, Demjen, Domjen, Edelweisser Tokayer, Edler weisser Furmint, Féher Furmint (トカイ), Formint, Formont, Fourminte, Furmint bianco, Furmint de Minis, Furmint Féher, Furmint Szagos, Furmint Valtozo, Gelber Moster, Gemeiner, Görgeny, Görin, Goher Féher, Gorin, Grasă de Cotnari, Holyagos Furmint, Jardanszki Furmint, Keknyelü, Keresztesevelu Furmint, Kiraly Furmint, Krhkopetec, Lazafürtű Furmint (トカイ), Ligetes Furmint, Luttenberger, Madarkas Furmint, Mainak, Maljak, Malmsey, Malnik, Malvasia verde, Malvoisie verte, Malzak, Mehlweiss, Moscavac bijeli, Moslavac, Moslavac bijeli, Moslavac zuti, Moslavina, Mosler (オーストリア), Mosler gelb, Mosler gelber, Moslertraube, Moslovac (クロアチア), Moslovez, Nemes Furmint, Poam Grasa, Poma Grasa, Poshipon, Pošip, Pošipbijeli, Pošipveliki, Pošip Vrgonski, Posipel, Posipon, Pospisel, Rongyos Furmint, Salver, Sari Furmint, Sauvignon Vert, Schimiger, Schmiger, Seestock, Seeweinrebe, Shipo, Shipon, Shiponski, Sipelj, Šipon (スロベニアおよびクロアチア北部), Som (トランシルバニア), Som shipo, Somszölö, Szala, Szalai, Szalai janos, Szalay Göreny, Szegszolo, Szegzölö, Szigethy Szöllö, Szigeti, Toca, Toca Tokai, Tokai Krupnyi, Tokaiskii, Tokaisky, Tokaijer, Tokay (フランス), Tokayer, Ungarische, Weisslabler, Weisslauber, Zapfete, Zapfner, Zopfner (ドイツ), Zilavka